# 宮崎園子
宮崎 園子（みやざき そのこ、1977年 - ）は、日本のジャーナリスト。広島県出身。

## 来歴
広島県で生まれ、高校卒業までを香港、東京、アメリカ、岡山で育った。慶應義塾大学卒業後、金融機関に2年勤務を経て2002年、朝日新聞社入社。神戸総局、大阪本社社会部・生活文化部、広島総局で勤務後、2021年7月退社。現在、広島を拠点に、取材・執筆活動を続けている。

## 連載
コラム
- 宮崎園子の「なにしょーるん」（朝日新聞広島版（地域面））[8] ※朝日新聞記者時代

## 著書
- 『「個」のひろしま　被爆者岡田恵美子の生涯』西日本出版社、2022年7月25日、ISBN 978-4-908443-73-2

## 出演
- ポリタスTV（YouTube）
- デモクラシータイムス（YouTube）